# フォルシティア (小惑星)
フォルシティア(1054 Forsytia)は、小惑星帯の小惑星である。1925年11月20日にカール・ラインムートがハイデルベルクで発見した。モクセイ科のレンギョウ属(Forsythia)にちなんで命名された。